# Iduna rama
El zarcero de Sykes (Iduna rama) es una especie de ave paseriforme de la familia Acrocephalidae propia del sur de Asia. Cría desde el noreste de Arabia, hasta Afganistán, y muchas poblaciones migran al subcontinente indio, llegando hasta Sri Lanka.
Su nombre común conmemora a su descubridor, el ornitólogo y militar William Henry Sykes, que sirvió en el ejército británico en la India.

## Descripción

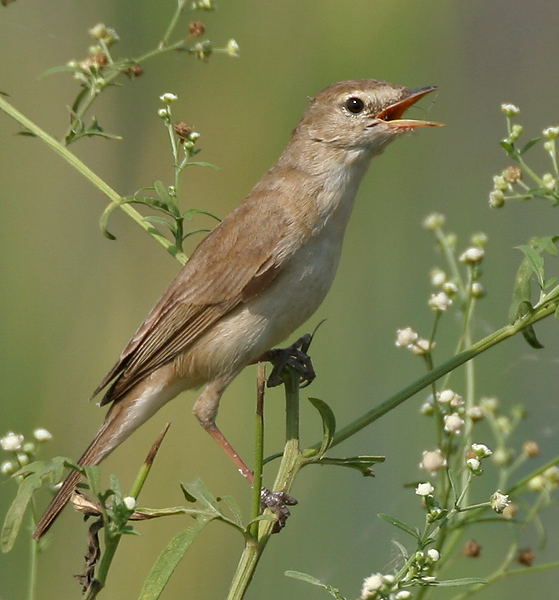
En Andhra Pradesh, India.

Es un pájaro pequeño, incluso comparado con otros miembros de su género. Su plumaje es pardo grisáceo claro en las partes superiores y blanquecino en las inferiores, con tonos anteados en los flancos. Las plumas exteriores de la cola tienen bordes claros. Prenta una lista superciliar corta más clara. Su pico es puntiagudo y robusto. Es de mayor tamaño que el zarcero escita, y se parece más al zarcero pálido.

## Taxonomía
Anteriormente fue considerado una subespecie del zarcero escita, pero en la actualidad se consideran especies separadas. Inicialmente se clasificaba en el género Hippolais, pero posteriormente fue trasladado al género Iduna. Keyserling y Blasius no dieron explicación etimológica para el nombre del género Iduna. En cambio, su nombre específico, rama, alude al dios de la mitología hindú Rama, una de las encarnaciones de Vishnu.

## Comportamiento y hábitat
Su hábitat principal son los campos abiertos con arbustos y demás vegetación alta. Como los demás zarzeros es principalmente insectívoro. Suel poner tres o cuatro huevos en un nido entre los arbustos. Una de las principales diferencias de comportamiento con el zarcero escita es la forma de construcción de su nido.